# Regina Zinke
Regina Zinke (* im 20. Jahrhundert) ist eine ehemalige deutsche Fußballspielerin.

## Karriere
Zinke gehörte als „Spielerin der ersten Stunde“ ab 1968 der Frauenfußballabteilung der NSG Oberst Schiel als Mittelfeldspielerin an. Da der Frauenfußball erst im Oktober 1970 vom DFB Anerkennung fand, wurden erste Meisterschaften noch auf Ebene der jeweils zuständigen Landesverbände durchgeführt. Unter der Dachorganisation des Hessischen Landesverbandes gewann die NSG Oberst Schiel 1974 die Hessenmeisterschaft und war somit – als eine von insgesamt 16 Mannschaften – für die Endrunde um die erste Deutsche Meisterschaft qualifiziert. Doch bereits in der Vorrunde scheiterte man im letzten und entscheidenden Spiel der Gruppe 2 mit 0:1 am späteren Deutschen Meister TuS Wörrstadt. Nachdem zwei Jahre später erneut die Hessenmeisterschaft gewonnen wurde, unterlag ihr Verein in der Vorrundengruppe 1 – nach Hin- und Rückspiel – dem TSV Siegen im Gesamtergebnis mit 1:4.
Die im Jahr 1977 verteidigte Verbandsmeisterschaft, ließ sie und ihren Verein erneut an der Endrunde um die Deutsche Meisterschaft teilnehmen. Die erfolgreich gestalteten Spiele im erstmals ausgetragenen Achtel-, Viertel- und Halbfinale beförderten sie und ihre Mannschaft ins erste Finale der Vereinsgeschichte. Trotzte man am 18. Juni im Kreisstadtstadion von Bergisch Gladbach der dort beheimateten SSG 09 im Hinspiel noch ein torloses Unentschieden ab, so unterlag sie dieser am 25. Juni auf den Sandhöfer Wiesen, der Spielstätte des FC Germania 1894 in Frankfurt am Main, durch das Tor von Ingrid Gebauer in der 31. Minute mit 0:1.

## Erfolge
- Finalist Deutsche Meisterschaft 1977
- Hessenmeister 1974, 1976, 1977